# Artista bélico

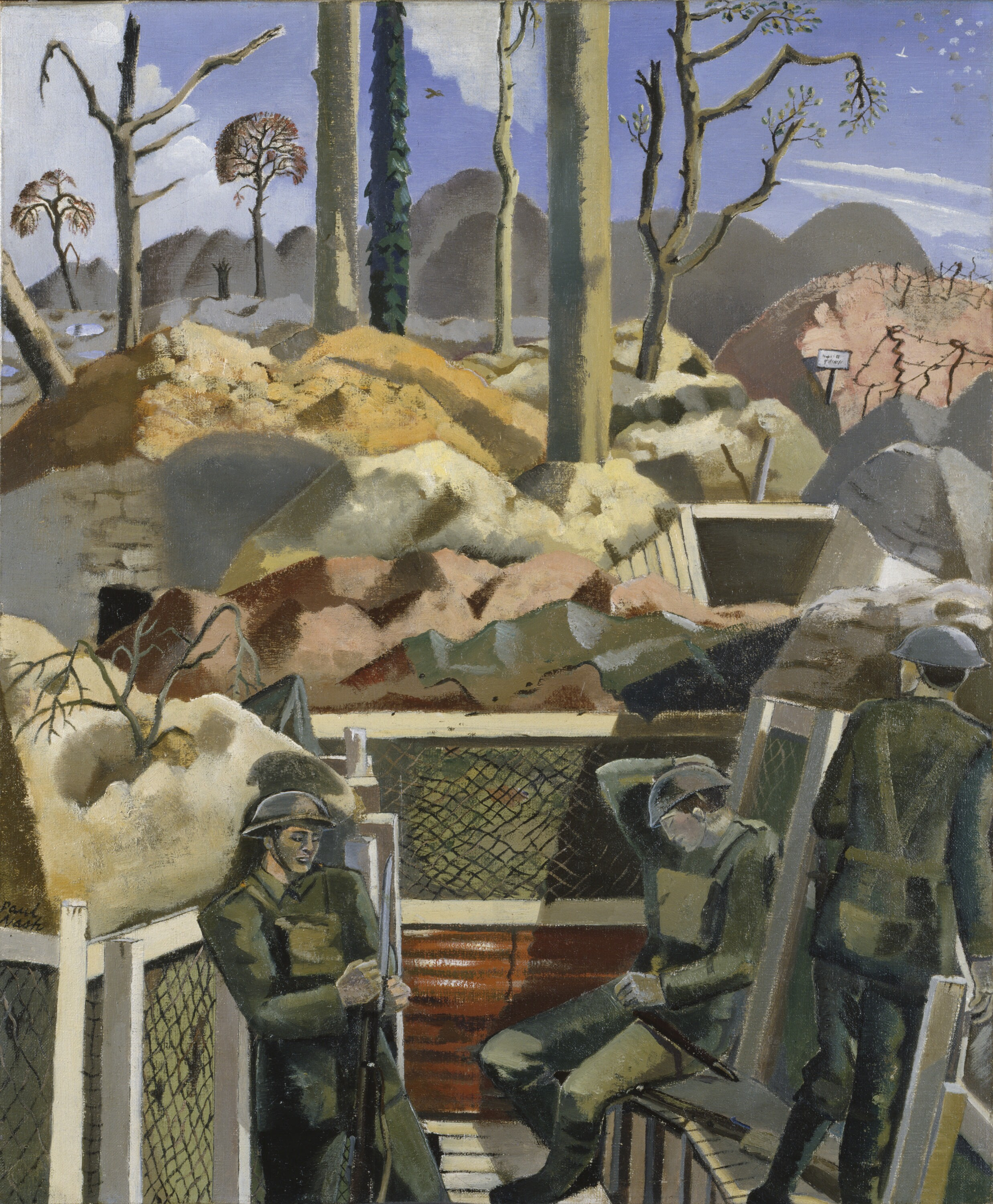
Spring in the Trenches, Ridge Wood, 1917 («Primavera en las trincheras, Ridge Wood, 1917») por Paul Nash. Nash fue un artista bélico tanto en la Primera Guerra Mundial como en la Segunda Guerra Mundial.

Un artista bélico o artista de guerra es aquel que retrata algún aspecto de la guerra. El arte dispone de muchos medios y cada artista puede usar alguno de ellos: la fotografía en el caso de la fotografía de guerra, la pintura, el periodismo escrito, la novela, el ensayo, el cine, el documental cinematográfico, entre otros.
Un artista bélico traza un registro de la guerra mostrando su impacto en las personas que participan en ella de alguna manera. Un ejemplo es la pintura de Vasily Vereshchagin's "La apoteosis de la guerra".